# Salve Regina
Salve Regina este un imn religios adresat Fecioarei Maria. Textul este atribuit lui Hermann von Reichenau, un călugăr benedictin din secolul al XI-lea.